# Portalegre (město)
Portalegre (portugalská výslovnost: puɾtɐˈlɛɣɾ(ɨ)) je portugalské město v regionu Alentejo. Jméno Portalegre pochází z latinského Portus Alacer (radostný přístav).
Ve městě se nachází výrobna gobelínů a podniky na zpracování dřeva a korku.

## Historie
Portalegre bylo založeno v roce 1259. V 15. století se město stalo významným centrem. Bylo známé výrobou textilu. Koncem 16. století prožívalo největší rozkvět, z tohoto období se zde nachází několik honosných staveb. V 18. století zde byla založena první manufaktura.

## Památky
- Náměstí Rossio
- Radnice z 18. století
- Dům Josého Regia (sbírka soch)
- Katedrála Portalegre

V minulosti mělo město sedm hradních bran, ale do současnosti se zachovalo pouze pět z nich.